# Batalla de Sardarapat
La batalla de Sardarapat (en armeni: Սարդարապատամարտ, Sardarapati č̣akatamart; en turc: Serdarabad Muharebesi) va ser una batalla de la campanya del Caucas de la Primera Guerra Mundial entre les forces armènies contra les otomanes, que va tenir lloc a prop de la ciutat armènia de Sardarapat (actualment Armavir), entre el 21 i 29 de maig de 1918.
Sardarapat està a només 40 km a l'oest de la ciutat de Yerevan. La batalla no només va aturar l'avanç otomà cap a la resta d'Armènia, sinó que també va impedir la destrucció total de la nació armènia. Segons paraules de Christopher J. Walker, «hauria estat perfectament possible que a partir d'aquell moment la paraula Armènia fos només un terme geogràfic antic».

## Antecedents
El gener de 1918, dos mesos després de la presa del poder bolxevic a Rússia, el Sovnarkom, la més alta autoritat governamental sota el sistema bolxevic, va emetre un decret que ordenava la retirada de les tropes russes del Front del Caucas. Aquesta mesura va provocar el pànic dels líders armenis de la Transcaucàsia, ja que va treure de la regió l'única força capaç de protegir el poble armeni de l'Imperi Otomà, que estava exterminant de forma efectiva a la població armènia mitjançant massacres sistemàtiques i deportacions. Els armenis es van negar a reconèixer l'autoritat dels bolxevics i van intentar formar unitats militars per defensar el front a mesura que els exèrcits otomans es disposaven a expandir-se cap a l'est.
Els armenis van crear un petit exèrcit armeni per assumir les posicions que els russos havien abandonat. El general Tovmas Nazarbekian va ser seleccionat com a comandant de l'exèrcit i Drastamat Kanayan va ser nomenat comissari civil. Però al maig de 1918, només dos mesos després de la conclusió del Tractat de Pau Brest-Litovsk amb l'RSFS russa, els elements del 3r Exèrcit otomà van creuar cap a Armènia oriental i van atacar a Aleksandrópol (actualment Gyumri), per connectar els diferents estats turcs entre ells (panturquisme). L'exèrcit otomà va intentar aixafar als armenis i ocupar la Transcaucàsia russa i els pous de petroli de Bakú. El govern alemany, l'aliat de l'Imperi Otomà, es va oposar a aquest atac i es va negar a ajudar a l'exèrcit otomà en aquesta l'operació.
En aquell moment, només un petit territori històric armeni que formava part de l'Imperi Rus va romandre sense conquerir per l'Imperi Otomà i, en aquesta zona es van instal·lar centenars de milers de refugiats armenis que fugien del genocidi armeni. Les forces otomanes van iniciar un triple atac en un intent de conquerir la resta d'Armènia. Quan Aleksandrópol va caure, l'exèrcit otomà es va dirigir cap a l'antic territori de la gubèrnia de Yerevan, el cor d'Armènia.

## Batalla
Aquesta ofensiva otomana va ser vista pels armenis amb preocupació. Senes cap altre lloc on retirar-se, van decidir plantar-se i preparar-se per a la propera batalla: el Catholicos Gevorg V va ordenar que les campanes de les esglésies repiquessin durant sis dies per a reunir els armenis de tots els àmbits (camperols, poetes, ferrers i fins i tot clergues) per formar unitats militars organitzades. Els civils, inclosos els nens, també van ajudar en l'esforç; van omplir els camins amb carros empesos per bous, búfals asiàtics domèstics i vaques, que contenien aliments, provisions, municions i voluntaris de la zona de Yerevan.

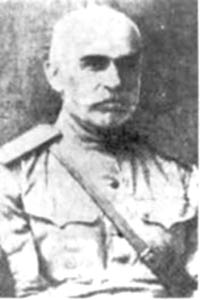
General Movses Silikyan, comandant de les forces armènies

Actuant sota les ordres del ministre de guerra Enver Paşa, el miralay (coronel) del 1r Cos de l'exèrcit del Caucas, Kâzım Karabekir Bey, i el mirliva (general major) del 2n Cos de l'Exèrcit del Caucas, Yakup Şevki Subaşı, es van posar en marxa en direcció cap a Karakilisa (actualment Vanadzor), Sardarapat, Tiflis (actualment Tbilisi) i Yerevan el 20 de maig. Mentre que Karakilisa va ser seleccionada com el seu objectiu principal, Tiflis i Yerevan van quedar sota pressió. Les operacions del flanc sud van ser lliurats per 1r Cos de l'exèrcit del Caucas i la tasca de capturar Karakilisa va ser lliurada al 2n Cos de l'exèrcit del Caucas.
La força otomana va arribar a Karakilisa el 20 de maig sense trobar resistència. Només es va produir una acció de combat a prop del llogaret de Karzakh. El destacament comandat per Zihni Bey, que avançava per l'àrea de Sardarapat, va arribar a l'estació d'Alagöz (actualment Aragatsavan) i la línia de Mahtaka.
El 21 de maig, el destacament de Zihni Bey va derrotar una unitat armènia composta per 600 soldats de infanteria i 250 de cavalleria, i després va prendre Sardarapat. A partir d'aquí, les seves forces van començar a avançar cap a Yeghegnut. El general armeni Movses Silikyan va ordenar elements del 5è Regiment armeni, sota el comandament de Poghos Bek-Pirumyan, una unitat de guerrilla de reserva i un regiment especial de cavalleria, que comprovès l'avanç de l'exèrcit otomà.
El 22 de maig, els otomans van llançar una ofensiva, però les forces armènies van tenir èxit; van detenir l'avanç otomà i forçar a les forces de Yakup Şevki Subaşı a una retirada general, retirant-se gairebé a 15-20 km en direcció oest. Tanmateix, el comandament otomà va poder recuperar-se de les seves pèrdues i va reorganitzar les seves forces a prop dels cims de les muntanyes a la riba nord-oest del riu Araxes. Els intents repetits de travessar el riu es van trobar amb una resistència ferotge del 5è Regiment d'Armènia.
El 24 de maig es van produir diverses escaramusses entre les forces armènies i otomanes. No obstant això, els intents de desallotjar els otomans de les seves posicions fermes l'endemà per les forces de Poghos Bek-Pirumyan i altres comandants es van trobar amb fracassos.
El 27 de maig, una força armènia comandada pel coronel Karapet Hasan-Pashayan va realitzar una maniobra de flanc, i va atacar les posicions otomanes des de la rereguarda mentre que la resta de les forces armènies van atacar pel front a les posicions principals otomanes. Va ser enviada una força otomana amb base a Talin per pal·liar l'atac armeni de la rereguarda, però no va poder canviar el resultat de la batalla. Pateixen fortes pèrdues, i els comandants otomans van ordenar una retirada general dels elements supervivents de l'exèrcit otomà.

## Conseqüències
Amb les forces otomanes desfetes, el general Silikyan va voler aprofitar l'avantatge amb l'esperança de desallotjar els otomans d'Aleksandrópol i Kars. Però, gairebé immediatament, va ser informat de les negociacions en curs entre els líders otomans i el Consell Nacional Armeni a Tbilisi, i va ser informat pel comandant del Cos de l'exèrcit, Tovmas Nazarbekian, d'aturar les operacions militars a la regió. Encara que els membres del Consell Nacional van ser àmpliament criticats per l'emissió d'aquesta ordre en aquell moment, aquesta decisió es va dur a terme perquè els magatzems de municions s'havien esgotat i els comandants otomans havien rebut nous reforços.
Les derrotes otomanes a les batalles de Sardarapat, Bash Abaran i Karakilisa van salvar l'anihilament de la nació armènia, i aquestes victòries van ser fonamentals en permetre al Consell Nacional armeni declarar la independència de la Primera República d'Armènia el 30 de maig (retroactiva al 28 de maig). Malgrat que els termes que Armènia va acceptar en el Tractat de Batum (4 de juny de 1918) eren excessivament durs, la petita república va poder aguantar fins que els otomans es van veure obligats a retirar-se de la regió amb al final de la Primera Guerra Mundial, a finals de 1918 .

## Llegat i memòria
La batalla de Sardarapat ocupa un lloc especial en la memòria històrica armènia i sovint es compara amb la batalla d'Avarair de 451 aC. Els líders de la Primera República d'Armènia van invocar freqüentment el nom de la batalla, exhortant al seu poble a aspirar a l'exemple d'aquells que havien lluitat i participat en ella. Les batalles de Sardarapat, Bash Abaran i Karakilisa es coneixen col·lectivament com les «Batalles heroiques de maig» en la historiografia armènia (Մայիսյան հերոսամաստեր, Mayisyan herosamarter).
La batalla va ser poc esmentada o es va donar poca importància en la historiografia soviètica fins després de la mort d'Ióssif Stalin. A mitjans de la dècada del 1960, diversos historiadors soviètics van començar a destacar la seva importància, així com les batalles de Bash Abaran i Karakilisa. L'historiador militar soviètic Evgenii F. Ludshuvet, per exemple, va subratllar que aquestes batalles van ser combatudes per «les forces daixank armènies», que van ajudar a frenar l'avanç otomà a Bakú, i van ajudar a alleujar una mica de pressió contra aquesta ciutat. Notables figures literàries armènies soviètiques, com Hovhannès Xiraz i Paruyr Sevak que van convertir les seves obres de Sardarapat en una cançons populars, van compondre cançons i van escriure poemes que van «lleonitzar» als combatents armenis.
Hovhannès Bagramian, un mariscal de la Unió Soviètica i participant de la batalla, va descriure la seva importància de la següent manera:
| « | La importància de la batalla de Sardarapat és gran ... Si les forces armènies no haguessin derrotat als otomans allí, haurien conquerit Echmiadzin i Yerevan, i no hauria quedat res d'Armènia, res no s'hauria salvat ... Els armenis van guanyar i, gràcies a ells, el nostre poble va conservar la seva existència física dins de les fronteres actuals d'Armènia. | » |

Després de la commemoració del 50è aniversari del genocidi armeni el 1965, les autoritats soviètiques van acordar la construcció d'un monument i un parc dedicat a la victòria armènia (el memorial de Sardarapat), prop del lloc de la batalla. L'arquitecte Rafayel Israyelian va ser l'encarregat de dissenyar el monument, que es va completar el 1968. Cada any, el president de la República d'Armènia, visita el monument commemoratiu el 28 de maig. Durant aquest dia, es produeixen nombrosos esdeveniments i desfilades culturals i militars.